# Orzar
Orzar es girar un barco de modo que el viento vaya formando ángulos más pequeños con la dirección de la proa. También es dar al timón la posición necesaria para que el buque orce.

## Expresiones relacionadas
- Orzar a un tiempo: hacer el movimiento de orza todos los barcos de una misma línea o columna en un mismo momento.

- Llegar la orza a tal rumbo. se dice estando a la capa, para denotar la cantidad de aquel movimiento y formar juicio de las propiedades del barco en esta posición.

- Sondar sobre una orza: verifica esta maniobra sin detener absolutamente la marcha del buque, sino sólo orzando hasta que toquen las velas.